# 8687 Caussols
A 8687 Caussols (ideiglenes jelöléssel 1992 PV) a Naprendszer kisbolygóövében található aszteroida. Eric Walter Elst fedezte fel 1992. augusztus 8-án.